# Поляков, Дмитрий Иванович
Дмитрий Иванович Поляков (11 апреля 1911, город Тула — 27 мая 2007)  — советский деятель, директор заводов, председатель Совета народного хозяйства Одесского экономического административного района. Кандидат в члены ЦК КПУ в 1961-1966 г.

## Биография
Родился в семье служащих. В 1930 году окончил Московский механический техникум. Решением ЦК ВЛКСМ был направлен работать на Сталинградский тракторный завод.
В 1930-1934 годах — конструктор, технолог, мастер, заместитель заведующего технического бюро инструментального цеха Сталинградского тракторного завода. В 1934 году без отрыва от производства окончил Сталинградский механический институт.
В 1934-1935 годах — в Красной армии.
После демобилизации работал преподавателем в Тульском механическом техникуме, а потом переехал на Донбасс, где работал экономистом, заместителем заведующего конструкторского бюро инструментального отдела, начальником инструментального цеха Ново-Краматорского завода тяжелого машиностроения Сталинской области.
Член ВКП(б) с 1940 года.
В 1941-1942 годах — директор Краматорского завода тяжелых станков Сталинской области. Во время Великой Отечественной войны в 1942 году был вместе с заводом эвакуирован в Новосибирскую область РСФСР.
В 1942-1950 годах — директор Новосибирского завода тяжелых и расточных станков (затем — завод «Тяжстанкогидропресс»).
В 1950-1956 годах — директор Краматорского завода тяжелых станков Сталинской области.
В 1956-1960 годах — начальник главного управления Министерства станкостроения и инструментальной промышленности СССР; начальник отдела тяжелого машиностроения Госплана Украинской ССР.
В июле 1960 — 26 декабря 1962 г.  — председатель Совета народного хозяйства (СНХ) Одесского экономического административного района.
В 1963-1965 годах — 1-й заместитель председателя Украинского Совета народного хозяйства (УСНХ).
В 1965-1981 годах — заместитель министра станкостроительной и инструментальной промышленности СССР. Одновременно был главным редактором журнала «Вестник машиностроения».
Потом — на пенсии в городе Москве. Похоронен на Введенском кладбище.

## Награды
- три ордена Трудового Красного Знамени (1943, 1961, 1971)
- орден Октябрьской Революции (1976)
- медали